# Blattella nipponica
Blattella nipponica är en kackerlacksart som beskrevs av Asahina 1963. Blattella nipponica ingår i släktet Blattella och familjen småkackerlackor. Inga underarter finns listade.